# 路虎
是英国的全地形车和運動型多用途車品牌，隸屬於捷豹路虎，总部位于沃里克郡的盖顿（Gayton）和考文垂的懷特利（Whitley）。目前是印度汽车制造商塔塔汽車公司旗下捷豹路虎的品牌。路虎最早于1948年4月30日推出，是民用全地形特种车辆的先驱，也是全球第一款成功橫越公認高難度的中美洲叢林荒野的汽車。

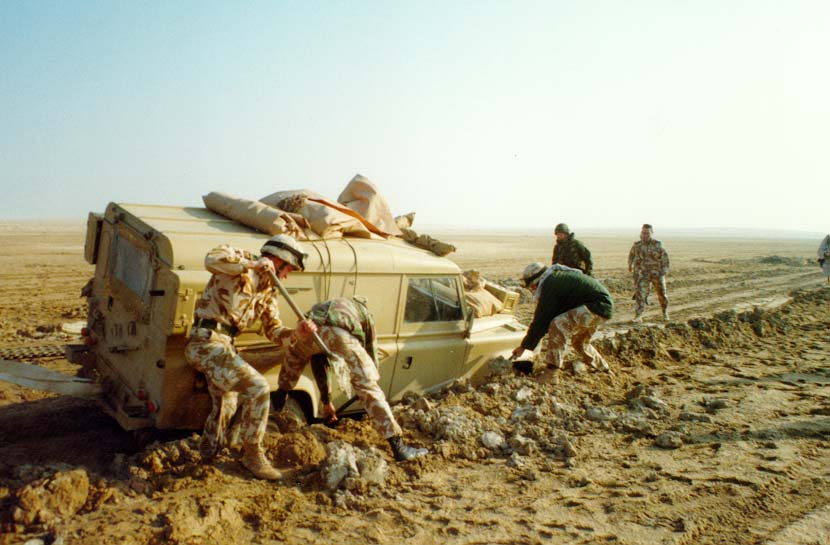
路華二代參加波斯灣戰爭

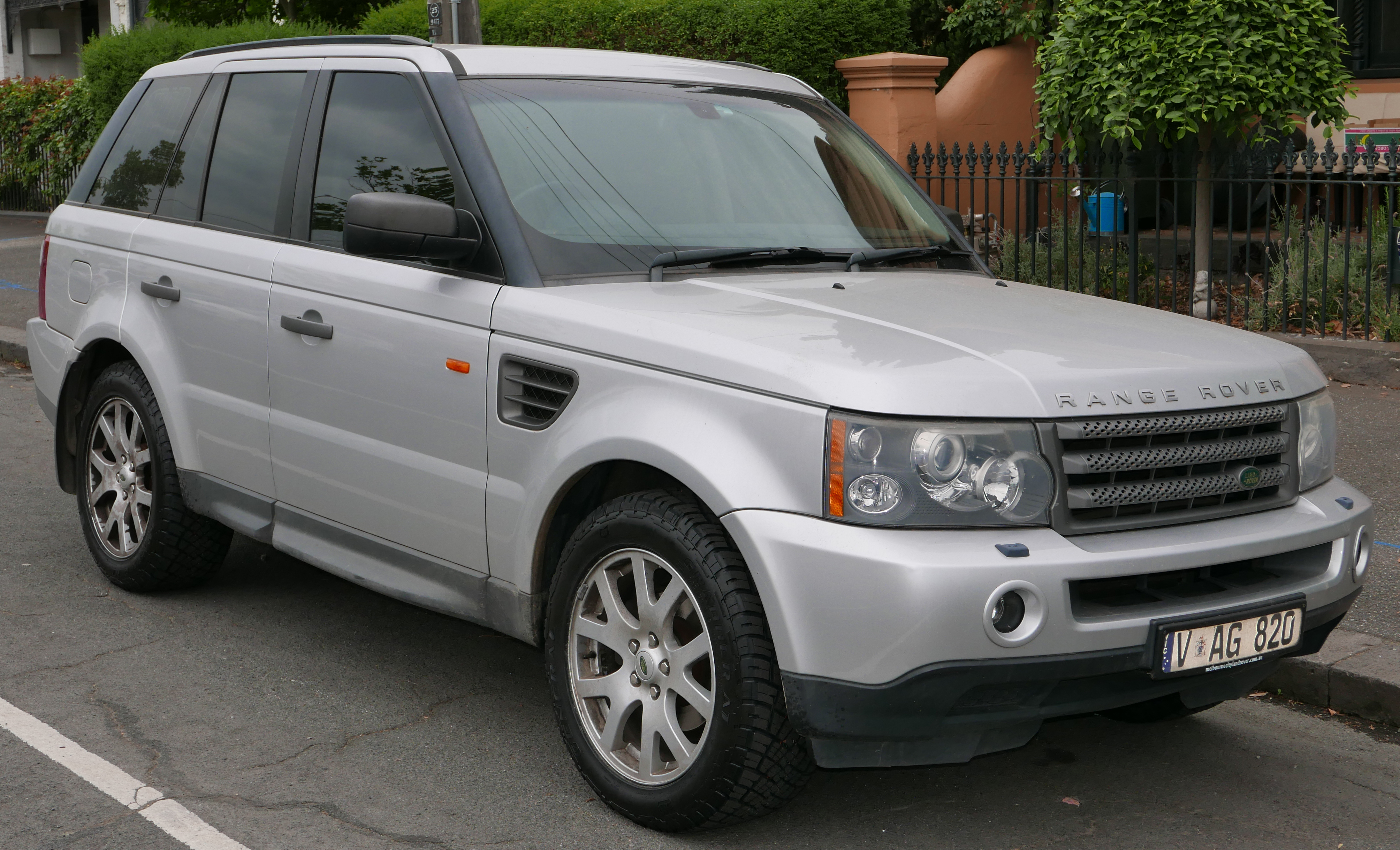
路虎Range Rover Sport

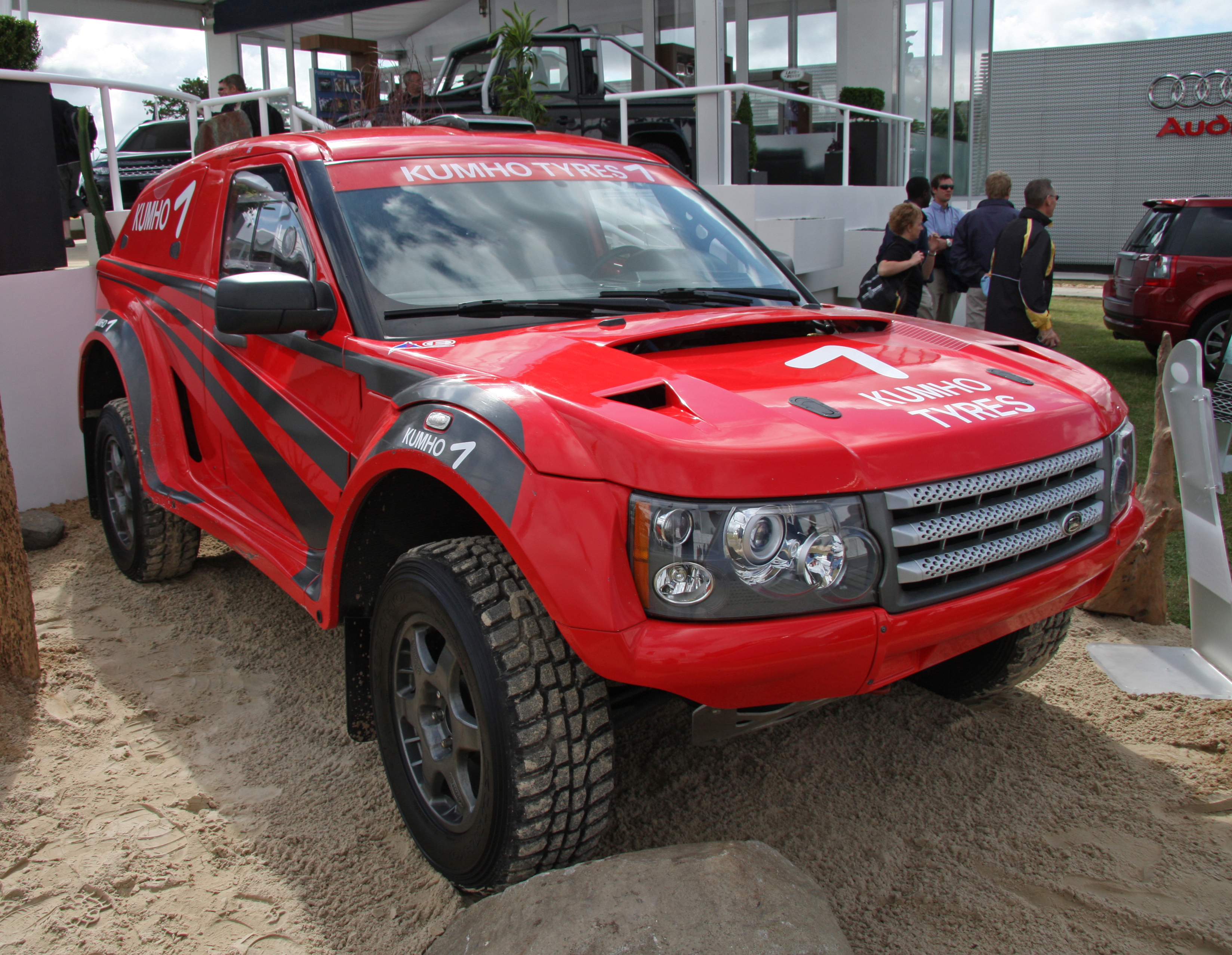
錦湖韓亞代工的Land Rover

「Land Rover」最初是罗孚汽车公司在1948年为一款单一车型的命名，后来逐渐发展为一个品牌，包含了一系列定位不同的四轮驱动车型。
虽然路虎作为一个车型商标早在1948年便出现，但作为一个独立公司存在却始于1978年。在此之前，路虎作为罗孚公司的一个产品线存在，而罗孚公司于1967年被利兰兼并，成为新公司英国利兰旗下的罗孚-凯旋分公司。随后第一代路虎揽胜车型取得了巨大的成功，而70年代英国利兰遇到了财政困难，促使路虎成为英国利兰和随后的罗孚旗下的独立企业直至1988年被英国航太收购，同年英国利兰解体并实现私有化。1994年宝马收购罗孚集团，又于2000年将其拆分并将路虎品牌售予福特，福特成立了拥有阿斯顿·马丁、林肯、捷豹、路虎、富豪汽車等高端品牌的“超级汽车集团”。2006年福特又以600万英镑的价格从宝马收购了罗孚品牌，路虎和罗孚再次统一。2008年福特将捷豹、路虎和已被冷落的罗孚同时售予印度塔塔汽車公司，塔塔汽車隨即成立子公司捷豹路虎。

## 现产车型

### 揽胜（Range Rover）
路虎的高級車款，車內佈滿胡桃木與高級皮革，附可在車內調整車身高度的電子氣壓式懸吊，是英國富豪王公打獵的最愛，車頭保險桿可選配獵物架，將打獵來的鹿等戰利品掛在車頭開回家。目前在售的揽胜发布于2012年是该车系列第4代，採用輕量化高強度鋁合金車身技術，也如同飛機機身使用鉚釘接合。
引擎（第四代）
5公升 V8，375匹，0-100公里6.8秒，極速 210公里
5公升 V8 Supercharged 機械增壓，510匹，0-100公里5.4秒，極速230公里

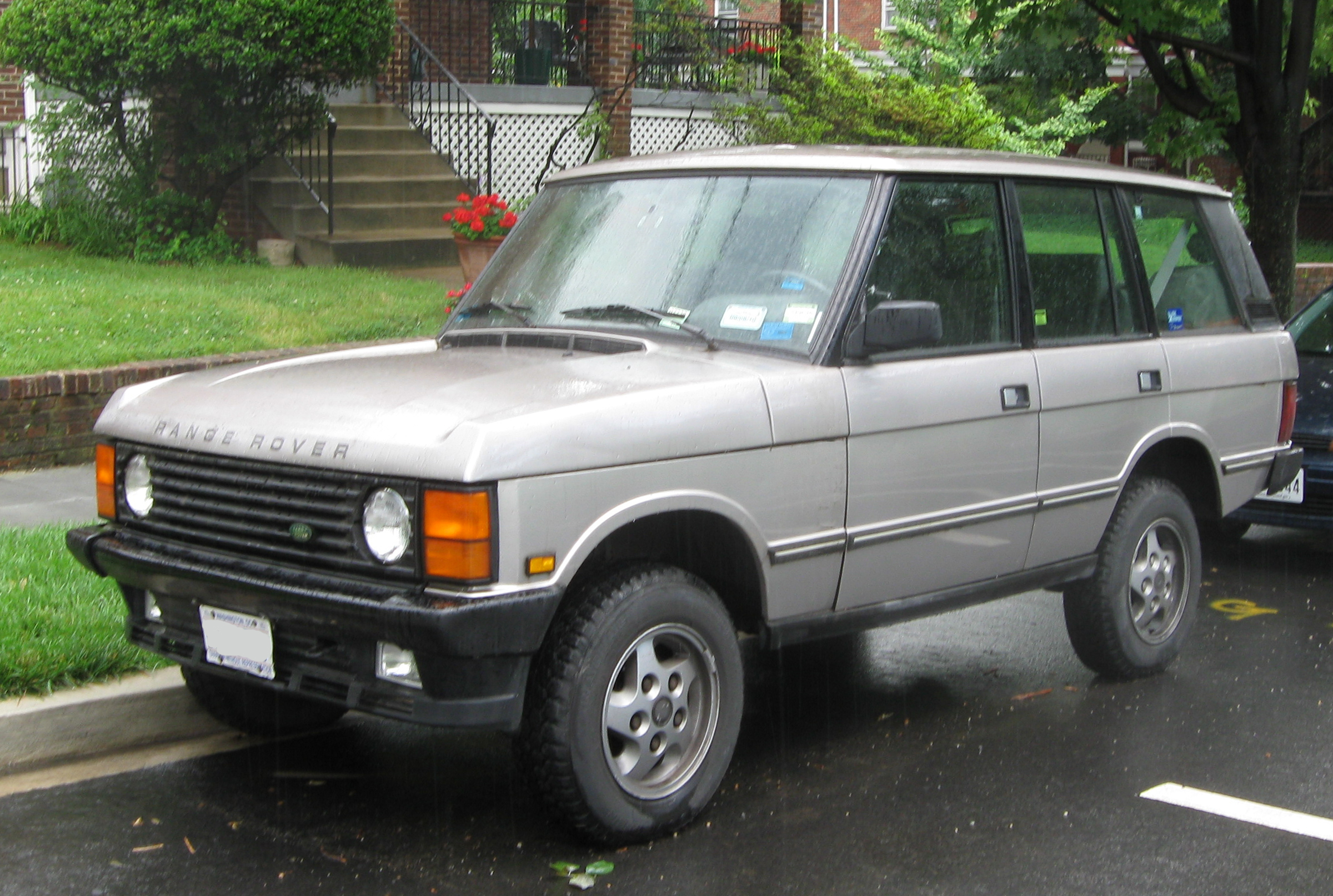
揽胜(第1代)
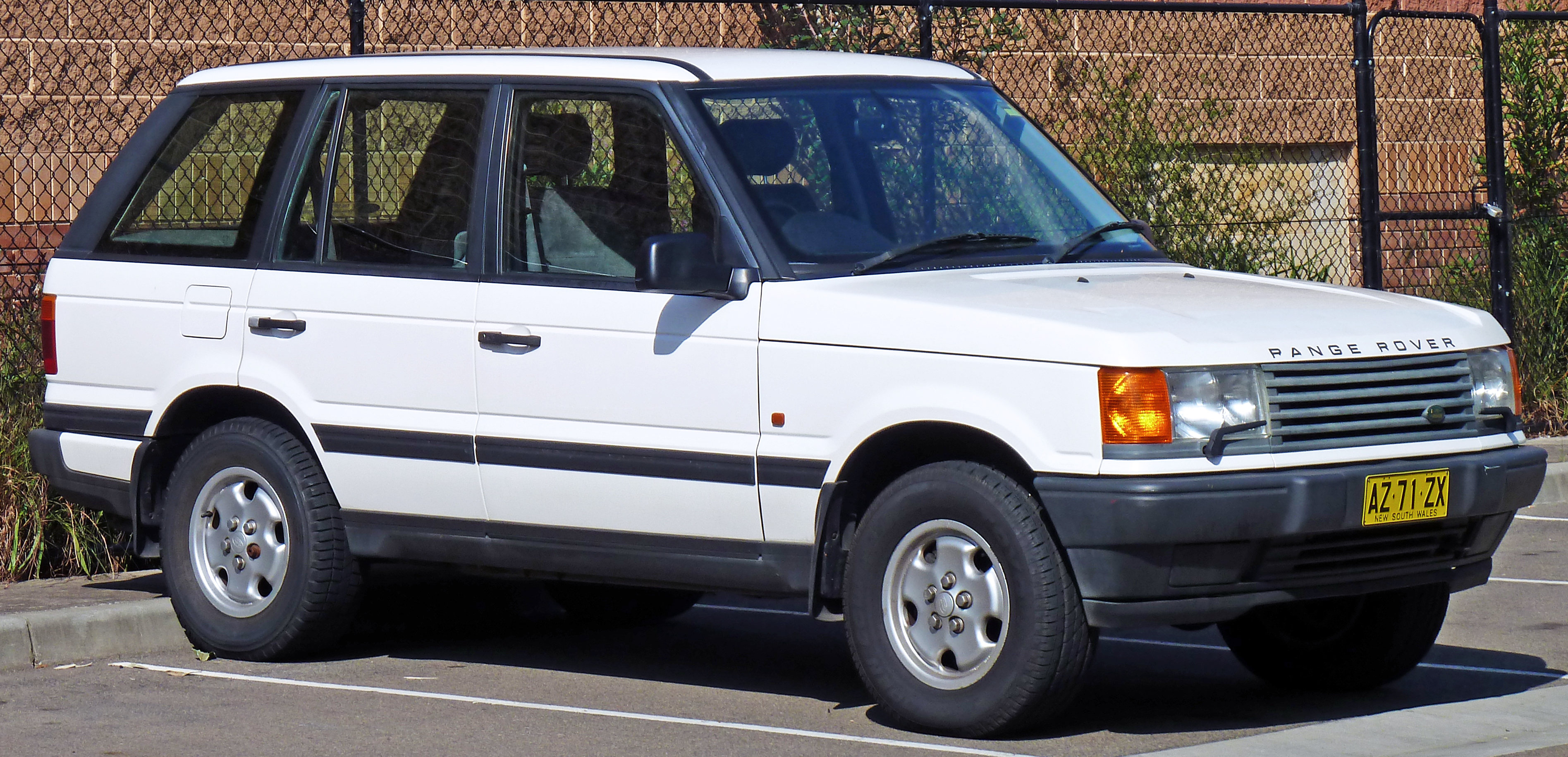
揽胜(第2代)
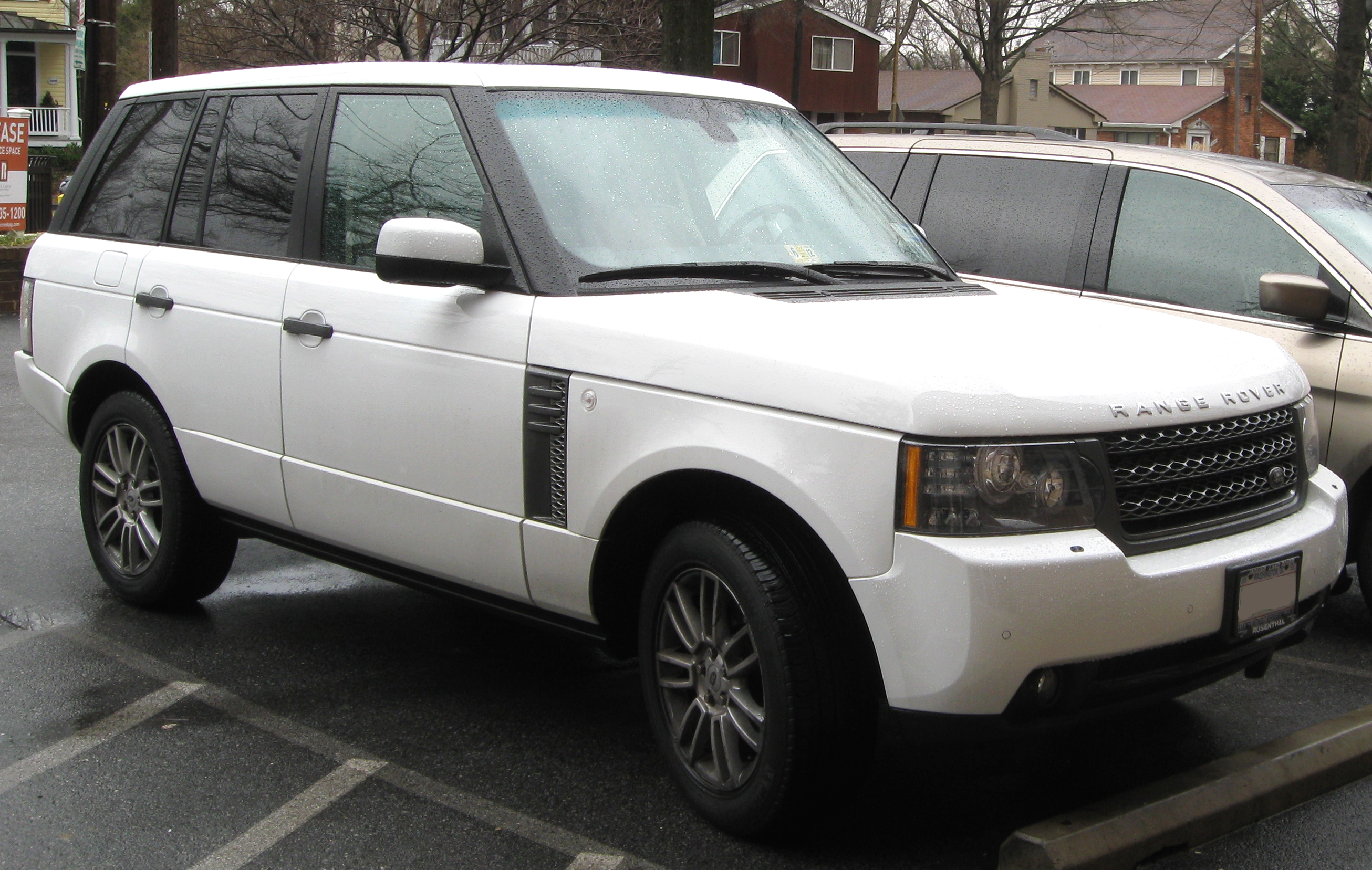
揽胜(第3代)
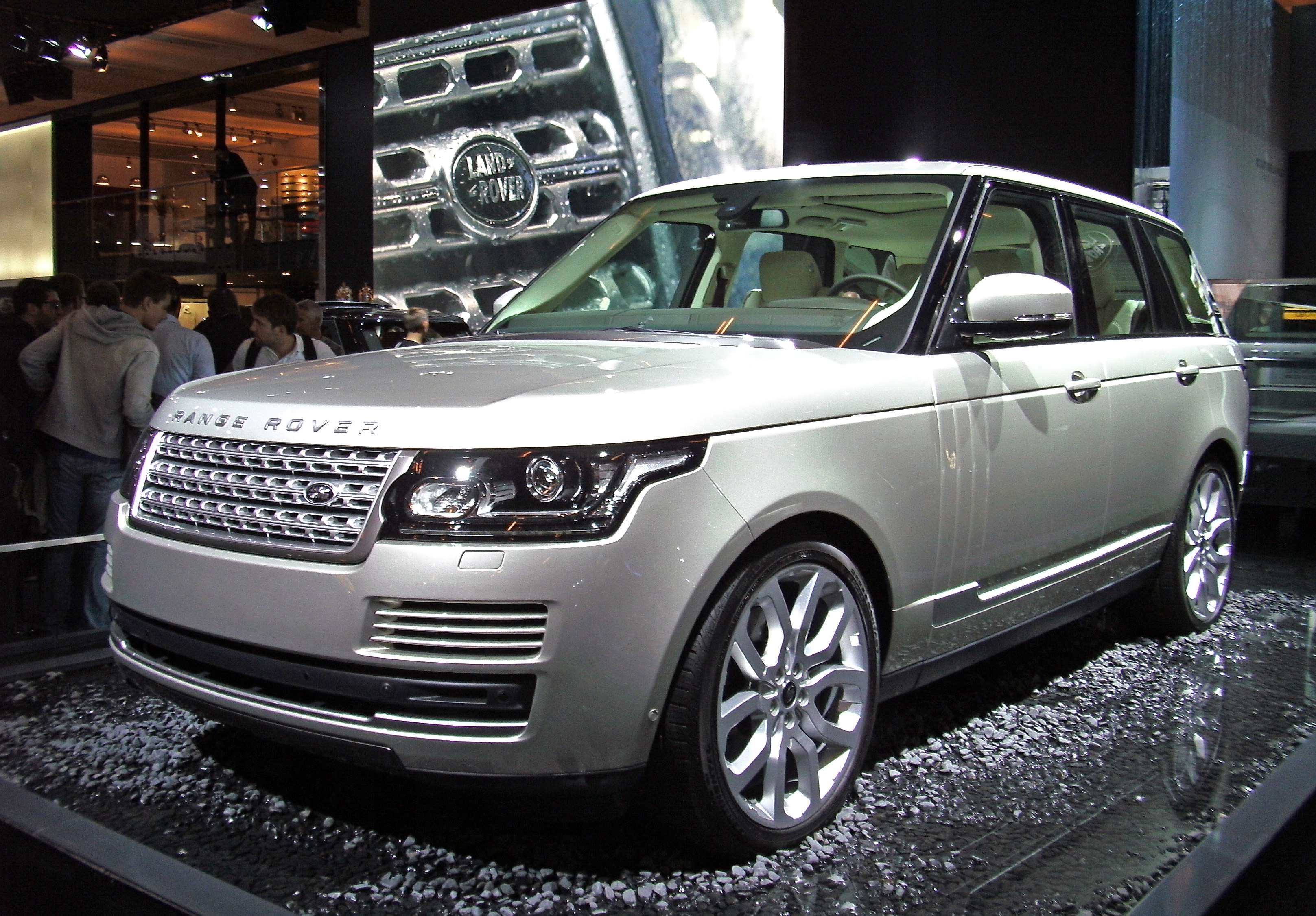
揽胜(第4代)

### 揽胜运动版（Range Rover Sport）
揽胜运动版发布于2004年3月，虽然看命名方式是揽胜的一个版本，其外形也和揽胜非常类似，但实际却基于第四代发现平台研发，外形尺寸和轴距均比揽胜小（揽胜长、宽、高、轴距分别为4999、2073、1835、2922mm，揽胜运动版为4783、2004、1874、2745mm）。
引擎（第二代）
3公升 V6，340匹，0-100公里7.2秒，極速 210公里
5公升 V8 Supercharged，503匹，0-100公里5.3秒，極速240公里

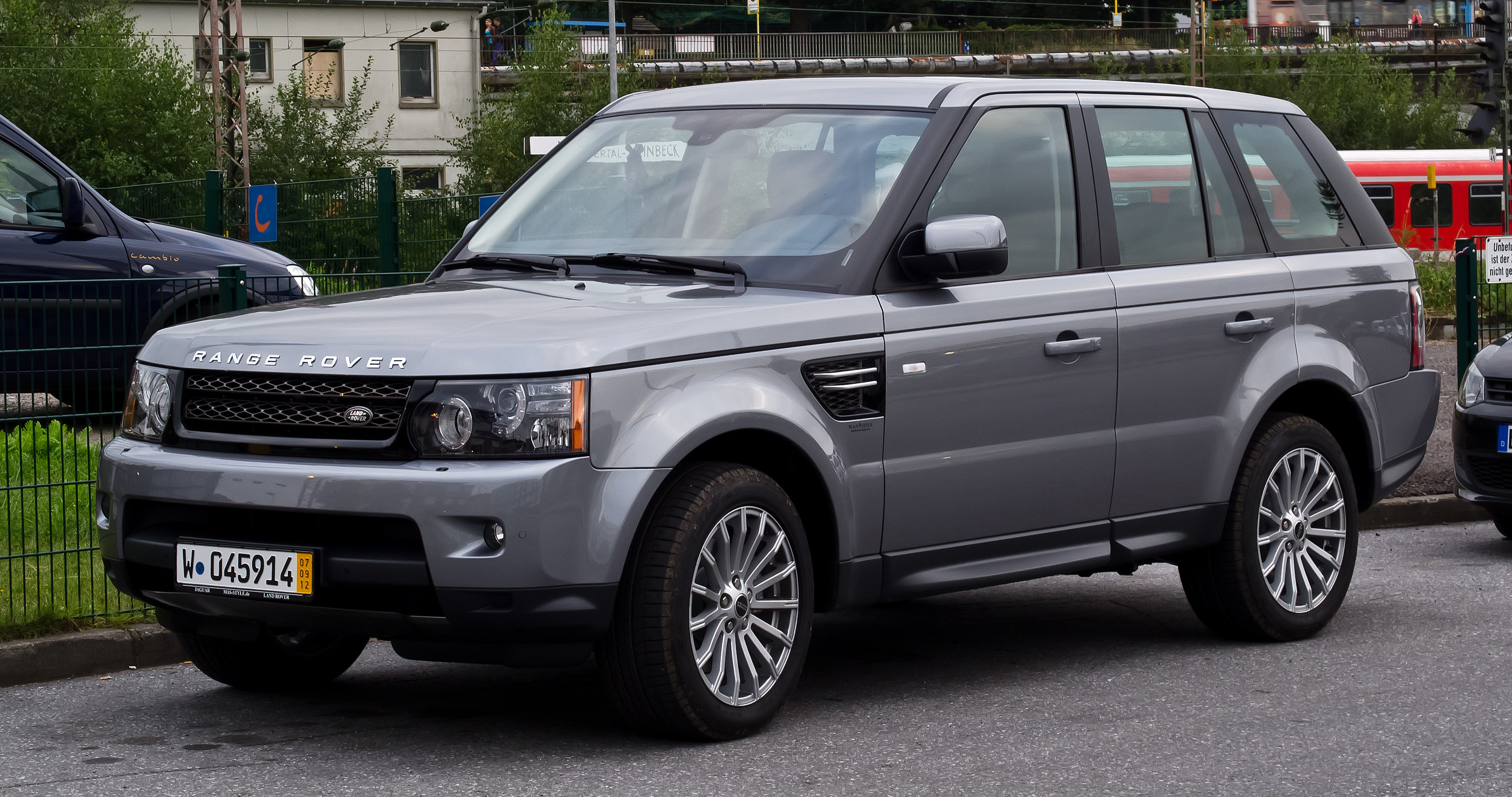
Range Rover Sport
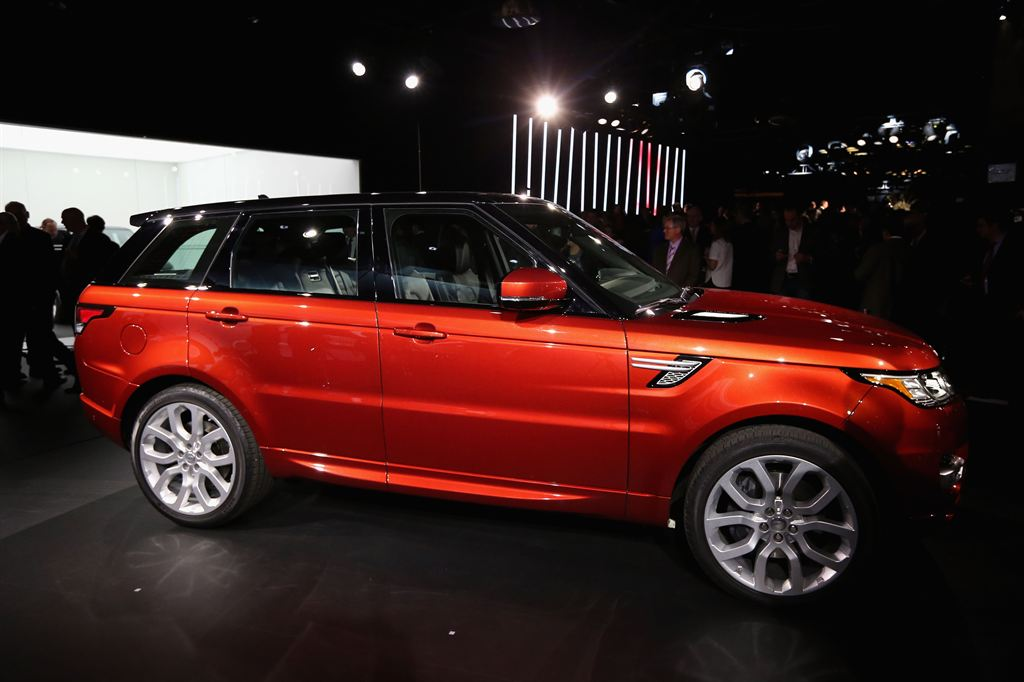
Range Rover Sport

### 发现（Discovery 5）
現已開發至第五代。另有繼路虎神行之後的路虎發現神行。

### 揽胜极光（Range Rover Evoque）
2019年推出第二代車型，首度导入48V轻油电系统，Ingenium发动机分为排量为2升之汽油4缸涡轮发动机与柴油四缸涡轮发动机，基本版入门为200匹马力汽油发动机与180匹柴油发动机，中阶款为249匹马力汽油发动机与240匹柴油发动机，顶级车型为300匹汽油发动机车款。原厂并导入R dynamic 运动化车款以吸引年轻新贵关注与入主，极光车款生产地在欧洲主要为英国主要供应欧洲北美亚洲(中国以外)市场，在中国主要为合资厂奇瑞汽车生产销售。极光车型的成功让揽胜车款大大的提高市场占有率，原厂对第二代极光销售寄予厚望(尤其是中国市场)。

### 攬勝星脈（Range Rover Velar）
P380 380匹3.0升V6機械增壓引擎
P250/P300 採用全新系列的Ingenium 2.0升turbo引擎，分別是250匹和300匹

### 卫士（L663）
旧有的卫士系列停产后的新一代替代车型。相比先代，更多是高端豪华SUV导向。

## 已停產

### 卫士（Defender）
卫士源自路虎的第一款车型，与I系列，II系列，III系列，路虎90、路虎110（90和110代表以英寸表示的轴距）一脉相承，发布于1990年，有三门、五门、双门皮卡、四门皮卡和双门可拆卸硬顶版。轴距有90英寸（Ninety）、110英寸（One-Ten）、130英寸（One-Thirty）3种规格。
卫士的生产历史仅次于美国的Jeep，被诸多越野爱好者、媒体、军方视为便于使用和维修的一款越野车。
2016年停產第一代车型，原厂预计于2020年量产第二代车款，首发暂定为D240柴油款长轴110五门车款与短轴90三门车款。

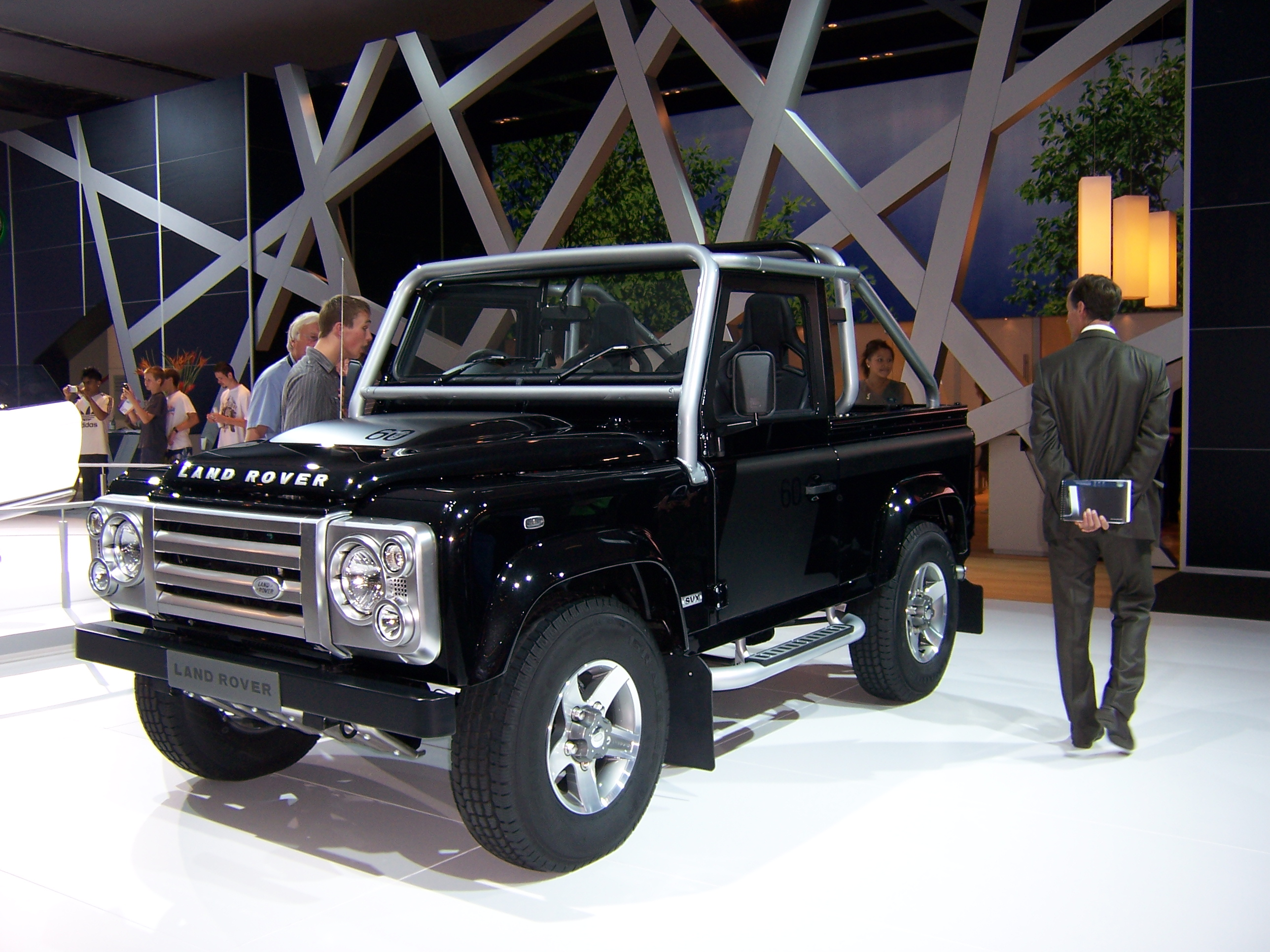
卫士双门皮卡
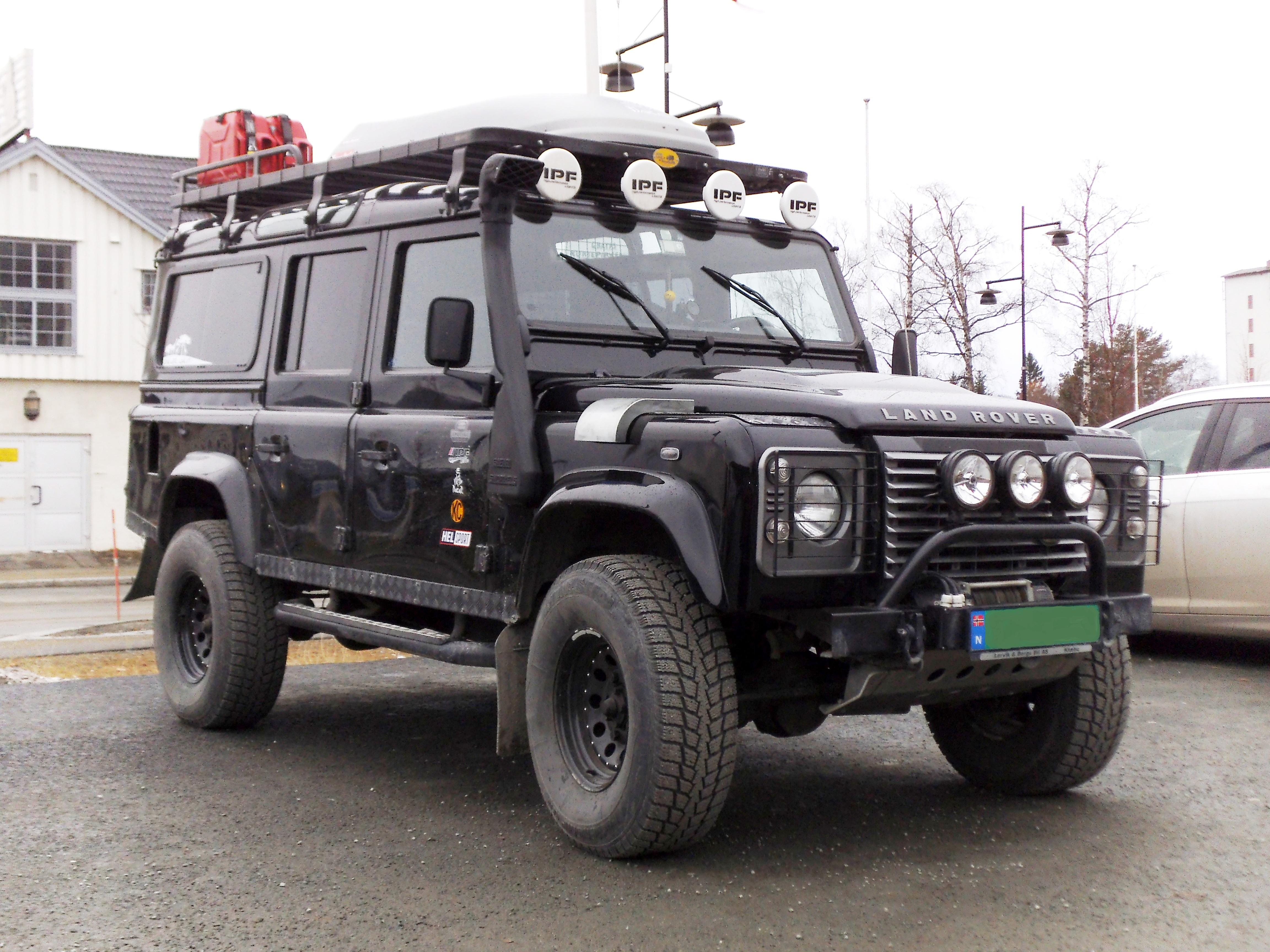
卫士五门
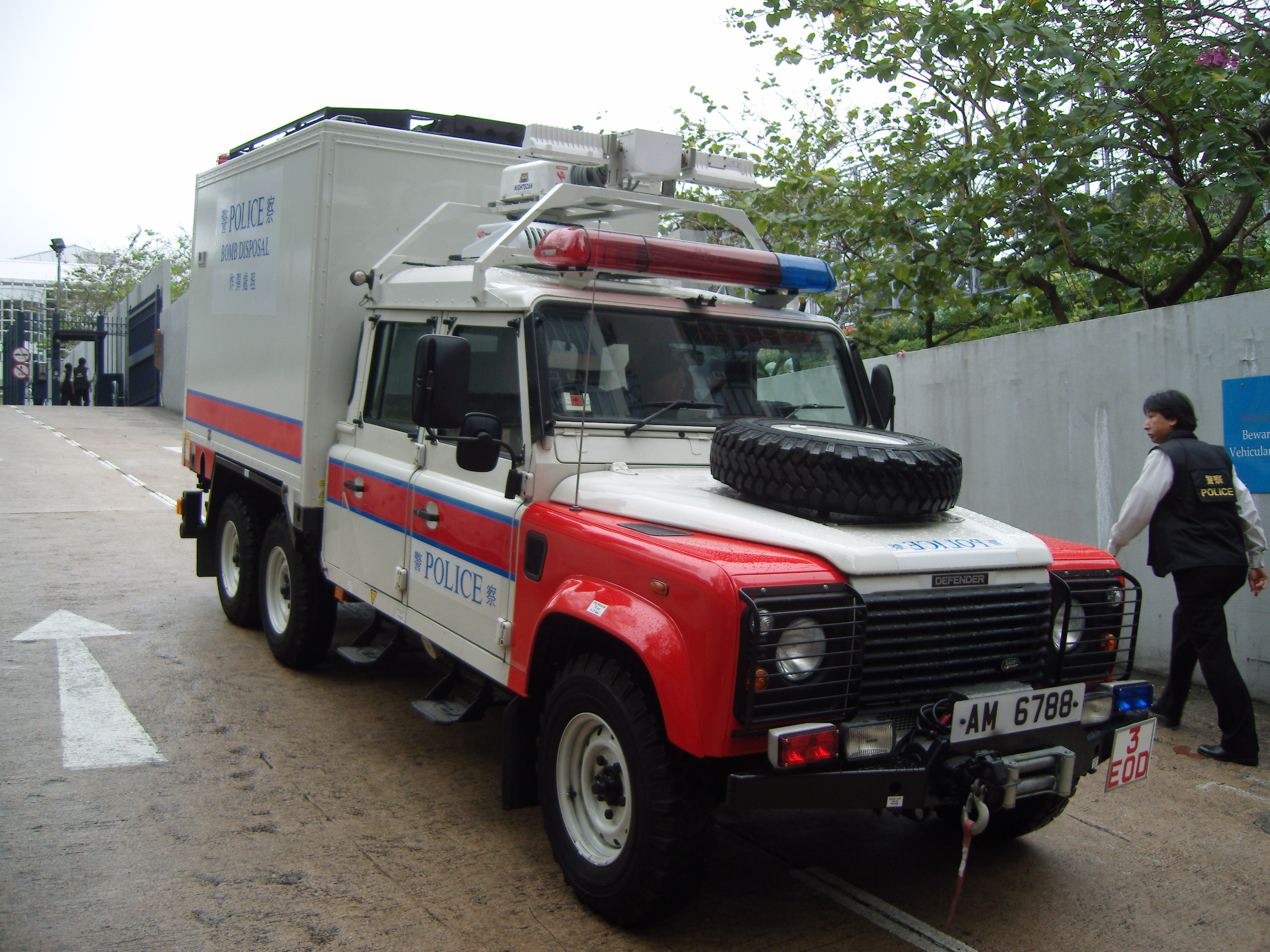
爆炸品處理課的越野路華衛士警車

### 神行者（Freelander 2）

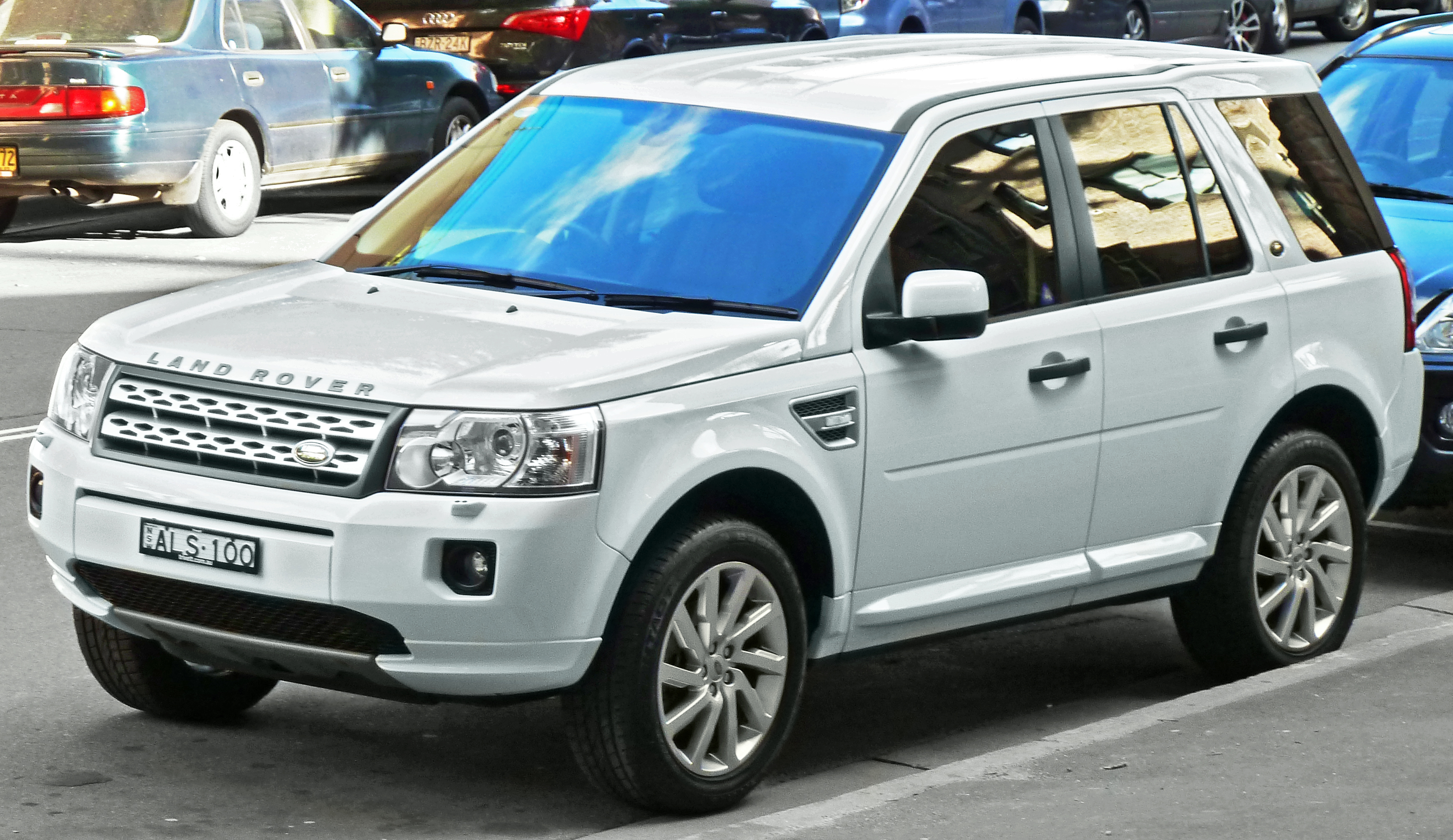
Freelander 2

## 事件
2015年3月15日，中国中央电视台3·15晚会报道，路虎旗下的揽胜极光的变速箱故障频发，后路虎中国销售公司表示此问题“因为换挡过快所导致”。随后，路虎公司表示，目前在售的揽胜极光所装配的9速变速箱均为最新状态，不存在故障批次问题。路虎已从1月19日起，对2014至2015年款的路虎揽胜极光推出了新的变速器软件升级措施，并持续推进中。3月19日，中国国家质检总局宣布，召回在中国大陆销售的部分2014和2015年款进口路虎揽胜极光车辆，共计36,451台。